# Hanna Jursch (Theologin)
Hanna Marie Margarete Jursch (* 24. März 1902 in Oppeln, Provinz Schlesien; † 13. Juni 1972 in Jena) war eine deutsche evangelische Theologin und Kirchenhistorikerin. Jursch war die erste Frau auf einem Lehrstuhl für Theologie an einer deutschen Universität.

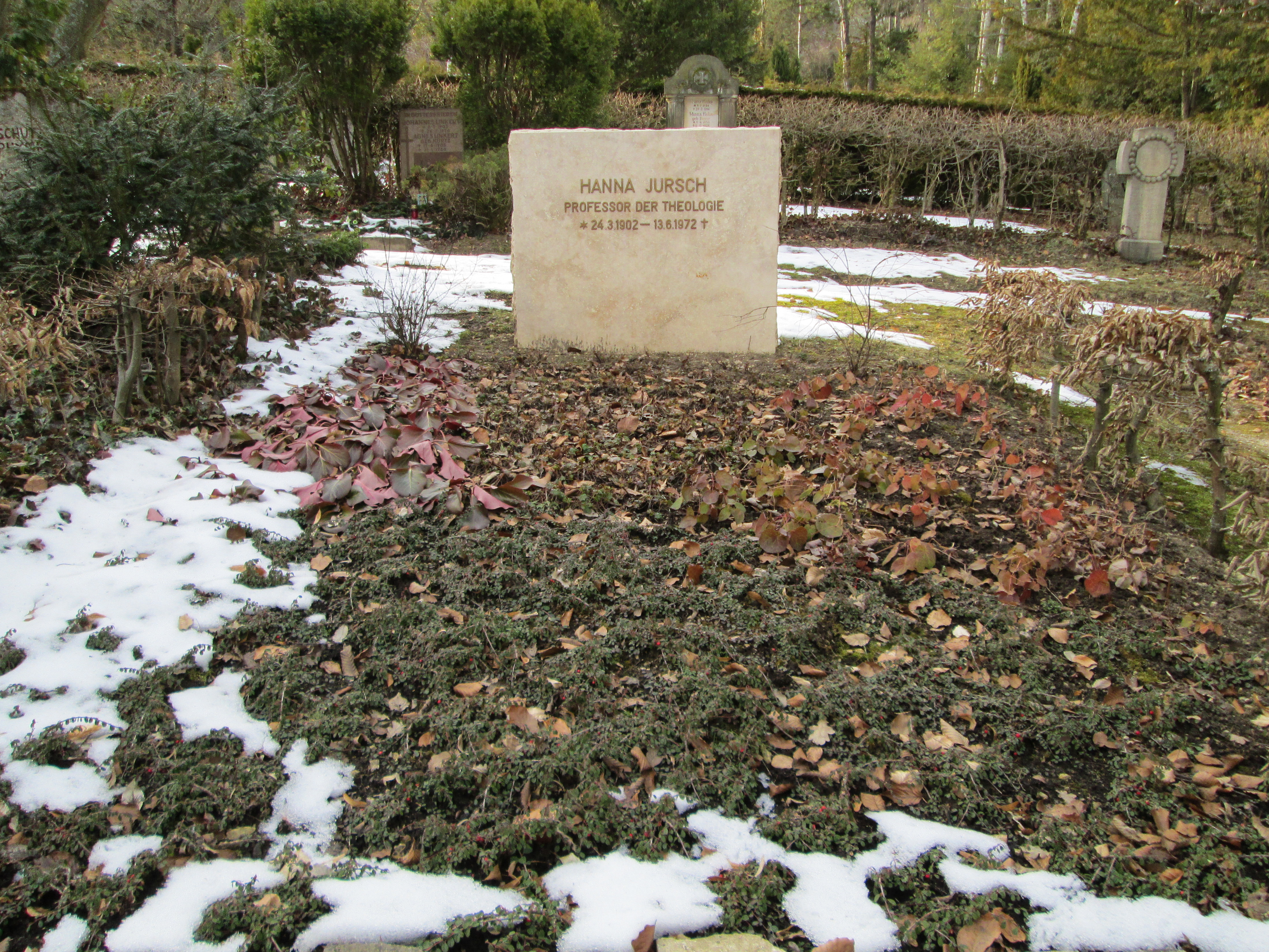
Grab auf dem Nordfriedhof in Jena

Die Tochter eines Stadthauptkassenrendanten machte 1922 das Abitur und begann im selben Jahr ein Studium der Religion, Germanistik, Kunstgeschichte an der Universität Jena. Nach einem Semester wechselte sie zur Theologie. Im vierten und fünften Semester studierte sie in Berlin. 1926 erfolgte das erste theologische Examen in Jena. Nach ihrem Examen übernahm sie die Assistentenstelle bei Karl Heussi. Sie wurde im August 1933 mit der Arbeit Schleiermacher als Kirchenhistoriker bei Heussi in Jena promoviert. In ihrer Dissertation stellte sie die theoretischen Grundlagen der bis dahin in der Forschung wenig behandelten Vorlesungen Friedrich Schleiermachers dar. Im Jahr 1934 hat sie sich mit der Arbeit Das Bild des Judas Ischariot in der Alten Kirche habilitiert. Die Arbeit ist ungedruckt geblieben.
Nach Abschluss des Habilitationsverfahrens wurden Jursch erhebliche Schwierigkeiten bereitet. Erst 1939 wurde sie zur Dozentin ernannt. Unter der sowjetischen Besatzungsmacht wurde sie 1945 außerordentliche Professorin. 1948 wurde sie zur Professorin mit vollem Lehrauftrag, im Mai 1956 als Nachfolgerin ihres Lehrers Heussi Professorin mit Lehrstuhl für Kirchengeschichte und Christliche Archäologie an der Theologischen Fakultät der Universität Jena. Jursch war damit die erste weibliche Theologin, die in Deutschland einen Lehrstuhl besetzen konnte. 1962 wurde sie emeritiert.
1955 erhielt sie die Ehrendoktorwürde der Universität Marburg. Ihr zu Ehren wurde 2001 der Hanna-Jursch-Preis gestiftet, der seit 2002 alle zwei Jahre vergeben wird und mit 5000 Euro dotiert ist. Ihr mit Ilse Jursch verfasstes Buch Hände als Symbol und Gestalt wurde zwischen 1951 und 1970 14 mal aufgelegt. Nach ihrem Tod wurde sie auf dem Jenaer Nordfriedhof beigesetzt.

## Schriften (Auswahl)
- Schleiermacher als Kirchenhistoriker. Die Problemlage und die geschichtstheoretischen Grundlagen der Schleiermacherschen Kirchengeschichte. Fromm, Jena 1933
- Das Wesentliche. Gedichte. Junkelmann, Jena 1939
- mit Ilse Jursch: Hände als Symbol und Gestalt. Evangelische Verlags Anstalt, Berlin 1951
- Tradition und Neuschöpfung im altchristlichen Bilderkreis. Evangelische Verlags Anstalt, Berlin 1961
- Das Kleinod. Bilder und Gedanken. Evangelische Verlags Anstalt, Berlin 1972